# Koziorożec (ssaki)
Koziorożec (Capra) – rodzaj ssaków z podrodziny antylop (Antilopinae) w obrębie rodziny wołowatych (Bovidae).

## Rozmieszczenie geograficzne
Rodzaj obejmuje gatunki występujące w górach Eurazji od Półwyspu Pirenejskiego po Syberię oraz w Arabii, Egipcie i Etiopii. Koza domowa została udomowiona ok. 10 tys. lat temu.

## Cechy charakterystyczne
Długość ciała samic 55–164 cm, samców 108–196 cm, długość ogona 6–29 cm, wysokość w kłębie 55–110 cm; masa ciała samic 25–71 kg, samców 45–155 kg. Zwierzęta zaliczane do tego rodzaju charakteryzują się obecnością u samców brody i długich rogów, w różnym stopniu spłaszczonych, uniesionych wysoko ponad głową i odchylonych do tyłu. Broda i rogi występują czasem również u samic, ale są zdecydowanie krótsze niż u samców. Na spodniej stronie ogona występują gruczoły zapachowe. Samice mają jedną parę sutków. Samce nazywane są capami lub kozłami.

## Systematyka
Rodzaj zdefiniował w 1758 roku szwedzki przyrodnik Karol Linneusz w 10 wydaniu Systema Naturae, publikacji własnego autorstwa dotyczącej systematyki zwierząt, roślin i minerałów. Linneusz wymienił kilka gatunków – Capra cervicapra Linnaeus, 1758, Capra dorcas Linnaeus, 1758, Capra pygmea Linnaeus, 1758, Capra hircus Linnaeus, 1758, Capra depressa Linnaeus, 1758 (= Capra hircus Linnaeus, 1758), Capra mambrica Linnaeus, 1758 (Capra hircus Linnaeus, 1758), Capra reversa Linnaeus, 1758 (= Capra hircus Linnaeus, 1758), Capra ibex Linnaeus, 1758, Capra ammon Linnaeus, 1758, Capra rupicapra Linnaeus, 1758, Capra grimmia Linnaeus, 1758 i Capra gazella Linnaeus, 1758 – nie wskazując gatunku typowego; w 1837 roku irlandzki zoolog William Ogilby na gatunek typowy (Linneuszowska tautonimia) wyznaczył Capra hircus Linnaeus, 1758. 

### Etymologia
- Capra: łac. capra ‘koza’[22].
- Ibex: łac. ibex ‘jakiś rodzaj kozy’[23]. Gatunek typowy (oznaczenie monotypowe): Ibex sibiricus Pallas, 1776.
- Hircus: łac. hircus ‘cap, kozioł’[24]. Gatunek typowy (absolutna tautonimia): Capra hircus Linnaeus, 1758.
- Tragus: gr. τραγος tragos ‘kozioł’[25]. Gatunek typowy (oznaczenie monotypowe): Capra aegagrus Erxleben, 1777.
- Aegoceros (Oegoceros, Aegocerus): gr. αιξ aix, αιγος aigos ‘koza, kozioł’; κερας keras, κερατος keratos ‘róg’[26]. Gatunek typowy: Pallas wymienił kilka gatunków – Capra aegagrus Erxleben, 1777, Aegoceros ammon Pallas, 1811 (= Capra caucasica Güldenstädt & Pallas, 1783), Capra hircus Linnaeus, 1758, Capra ibex Linnaeus, 1758, Ovis argali Boddaert, 1785 (= Capra ammon Linnaeus, 1758), Aegoceros ovis Pallas, 1811 (= Ovis aries Linnaeus, 1758) i Aegoceros musimon Pallas, 1811 (= Ovis gmelinii E. Blyth, 1841) – z których gatunkiem typowym jest Capra hircus Linnaeus, 1758.
- Mamcapraus: modyfikacja zaproponowana przez meksykańskiego przyrodnika Alfonso Luisa Herrerę w 1899 roku polegająca na dodaniu do nazwy rodzaju przedrostka Mam (od Mammalia)[27].
- Orthaegoceros: gr ορθος orthos ‘prosty’[28]; αιξ aix, αιγος aigos ‘koza, kozioł’[29]; κερας keras, κερατος keratos ‘róg’[30]. Gatunek typowy (oznaczenie monotypowe): Capra falconeri J.A. Wagner, 1839.
- Eucapra: gr. ευ eu ‘dobry, ładny, typowy’[31]; rodzaj Capra Linnaeus, 1758. Gatunek typowy: Camerano wymienił kilka gatunków – Capra aegagrus Erxleben, 1777, Capra caucasica Güldenstädt & Pallas, 1783, Capra severtzowi[e] Menzbier, 1888, Aegoceros (Capra) falconeri J.A. Wagner, 1839 i Ibex sibiricus Pallas, 1776 – z których gatunkiem typowym jest Ibex sibirica Pallas, 1776.
- Euibex: gr. ευ eu ‘dobry, ładny, typowy’[31]; rodzaj Ibex Pallas, 1776. Gatunek typowy: Camerano wymienił kilka gatunków – Capra ibex Linnaeus, 1758, Capra nubiana F. Cuvier, 1825, Capra pyrenaica H.R. Schinz, 1838, Capra hispanica Schimper, 1848 (= Capra pyrenaica H.R. Schinz, 1838) i Capra walie Rüppell, 1835 – z których gatunkiem typowym jest Capra ibex Linnaeus, 1758.
- Turus: zlatynizowana, niemiecka nazwa „die Ture” dla koziorożca kaukaskiego[13]. Gatunek typowy: Hilzheimer nie wskazał gatunku typowego; typ nomenklatoryczny (późniejsze oznaczenie) Capra caucasica Güldenstädt & Pallas, 1783.
- Turocapra: zbitka wyrazowa nazw rodzajów Turus Hilzheimer, 1916 oraz Capra Linnaeus, 1758[14]. Gatunek typowy (oryginalne oznaczenie): Capra pyrenaica H.R. Schinz, 1838.
- Hilzheimeria: Max Hilzheimer (1877–1946), niemiecki zoolog[15].

### Podział systematyczny
Wśród naukowców zajmujących się badaniem relacji pokrewieństwa koziorożców (Caprini) nie ma zgody co do liczby gatunków i podgatunków zaliczanych do rodzaju Capra. Systematyka rodzaju opierała się na podobieństwie cech morfologicznych zwierząt, zwłaszcza w budowie rogów.
W zależności od przyjętych kryteriów badacze zaliczają do Capra od dwóch do dziewięciu gatunków oraz liczne podgatunki. Poniższa klasyfikacja obejmująca współcześnie żyjące gatunki za Illustrated Checklist of the Mammals of the World (2020), Mammals Diversity Database i All the Mammals of the World (2023): 
| Grafika | Gatunek              | Autor i rok opisu          | Nazwa zwyczajowa      | Podgatunki          | Rozmieszczenie geograficzne | Podstawowe wymiary                         | Status IUCN |
| ------- | -------------------- | -------------------------- | --------------------- | ------------------- | --- | ------------------------------------------ | ----------- |
|         | Capra aegagrus       | Erxleben, 1777             | koza bezoarowa        | gatunek monotypowyk | Turcja, południowa Rosja (Dagestan i Czeczenia), północno-wschodnia Gruzja, Armenia, Azerbejdżan, Iran, Turkmenistan, Afganistan i południowo-zachodni Pakistan; introdukowany do Stanów Zjednoczonych (południowo-środkowy Nowy Meksyk); zakres wysokości: 0–4000 m n.p.m.                                                  | DC: 129–152 cm DO: 11–13 cm MC: 25–90 kg   | NT          |
|         | Capra hircus         | Linnaeus, 1758             | koza domowa           | gatunek monotypowy  | udomowione na całym świecie, z dzikimi populacjami w wielu regionach, w tym na wyspach Morza Śródziemnego (Majorka i Kreta) | DC: 68–100 cm DO: 11–13 cm MC: 9–113 kg    | GU          |
|         | Capra falconeri      | (J.A. Wagner, 1839)        | markur śruborogi      | 3 podgatunki        | południowy Uzbekistan, południowo-wschodni Turkmenistan, południowy Tadżykistan, północny i północno-wschodni Afganistan, północny i środkowy Pakistan oraz północne Indie (południowo-zachodnie Dżammu i Kaszmir); zakres wysokości: 600–3500 m n.p.m.                                                                      | DC: 155–170 cm DO: 10–20 cm MC: 32–108 kg  | NT          |
|         | Capra pyrenaica      | H.R. Schinz, 1838          | koziorożec pirenejski | 2 podgatunki        | Hiszpania, wymarły w Portugalii, Andorze i Francjo (Pireneje) ale teraz ponownie reintrodukowany i rozszerzający zasięg; zakres wysokości: 0–3500 m n.p.m. | DC: 97–155 cm DO: 12–13 cm MC: 31–90 kg    | LC          |
|         | Capra nubiana        | F. Cuvier, 1825            | koziorożec nubijski   | gatunek monotypowy  | Egipt na wschód od rzeki Nil, północno-wschodni Sudan, Izrael, zachodnia Jordania, Arabia Saudyjska, południowo-wschodni Jemen oraz południowo-zachodni Oman; niepotwierdzony w Erytrei; zakres wysokości: do 2600 m n.p.m.                                                                                                  | DC: 90–160 cm DO: 6–17 cm MC: 28–85 kg     | VU          |
|         | Capra walie          | Rüppell, 1835              | koziorożec abisyński  | gatunek monotypowy  | endemit Etiopii: głównie Park Narodowy Simien wzdłuż 25 km północnego zbocza; zakres wysokości: 2500–4200 m n.p.m. | DC: 175–196 cm DO: 22–25 cm MC: 100–125 kg | VU          |
|         | Capra ibex           | Linnaeus, 1758             | koziorożec alpejski   | gatunek monotypowy  | Alpy w Szwajcarii, południowych Niemczech, Liechtensteinu, Austrii, północnych Włoszech i południowo-wschodniej Francji; introdukowany do północno-zachodniej Słowenii i Bułgarii; zakres wysokości: 1600–3200 m n.p.m. | DC: 55–135 cm DO: 15–29 cm MC: 40–120 kg   | LC          |
|         | Capra sibirica       | (Pallas, 1776)             | koziorożec syberyjski | 4 podgatunki        | środkowy i północny Afganistan, północny Pakistan, północno-zachodnie Indie, Tadżykistan, Kirgistan, północno-wschodni Uzekistan (zachodnie Tienszan), południowy i wschodni Kazachstan, zachodnia i północna Chińska Republika Ludowa, zachodnia i środkowa Mongolia i Rosja (Syberia); zakres wysokości: 700–6700 m n.p.m. | DC: 85–132 cm DO: 13–22 cm MC: 30–130 kg   | NT          |
|         | Capra caucasica      | Güldenstädt & Pallas, 1783 | koziorożec kaukaski   | gatunek monotypowy  | zachodni Wielki Kaukaz (Gruzja i Rosja); zakres wysokości: 1000–3300 m n.p.m. | DC: 136–196 cm DO: 8–17 cm MC: 58–155 kg   | EN          |
|         | Capra cylindricornis | (E. Blyth, 1841)           | koziorożec walcorogi  | gatunek monotypowy  | wschodni Kaukaz rozciągający się na długości około 500 km w Gruzji, Azerbejdżanie i Rosji, na zachód do rzeki Czeriek Bezengi, na wschód do gór Babadağ; zakres wysokości: 1000–4000 m n.p.m. | DC: 135–192 cm DO: 11–15 cm MC: 48–143 kg  | NT          |

Kategorie IUCN:  LC  – gatunek najmniejszej troski,  NT  – gatunek bliski zagrożenia,  VU  – gatunek narażony,  EN  – gatunek zagrożony; GU – gatunek udomowiony, nie podlega ocenie przez IUCN.
Opisano również gatunki wymarłe:
- Capra baetica Arribas & Garrido, 2008[35] (Hiszpania; wczesny pliocen).
- Capra bohlini Ozansoy, 1965[36] (Turcja; fanerozoik).
- Capra camburgensis Toepfer, 1934[37] (Niemcy; plejstocen).
- Capra dalii Bukhsianidze & Vekua, 2006[38] (Gruzja; późny pliocen–wczesny plejstocen).
- Capra libanotica Kretzoi, 1942[39] (Liban; plejstocen).
- Capra primaeva Arambourg, 1979[40] (Tunezja; późny pliocen).
- Capra wodaramoya Bibi, Vrba & Fack, 2012[41] (Etiopia; wczesny plejstocen).

### Inne ujęcia
| Gatunek lub podgatunek | Inne nazwy                    | Polska nazwa                           | Występowanie                                         |
| ---------------------- | ----------------------------- | -------------------------------------- | ---------------------------------------------------- |
| Capra aegagrus         | C. hircus, C. hircus aegagrus | koza bezoarowa, koza dzika             | Europa, Azja Mniejsza, Azja Środkowa i Bliski Wschód |
| Capra aegagrus cretica |                               | koza kreteńska                         | Kreta i pobliskie wyspy                              |
| Capra caucasica        |                               | koziorożec kaukaski                    | Kaukaz Zachodni                                      |
| Capra falconeri        |                               | koza śruboroga, markur                 | Azja Środkowa                                        |
| Capra hircus           | Capra aegagrus f. hircus      | koza domowa, koza                      | szeroko rozpowszechniona                             |
| Capra ibex             |                               | koziorożec alpejski, koziorożec, ibeks | Alpy                                                 |
| Capra ibex ibex        |                               | koziorożec alpejski                    |                                                      |
| Capra cylindricornis   |                               | koziorożec wschodniokaukaski           | Kaukaz                                               |
| Capra nubiana          | C. ibex nubiana               | koziorożec nubijski                    | od gór Synaju po Abisynię, Syrię i Arabię            |
| Capra pyrenaica        |                               | koziorożec pirenejski                  | Półwysep Iberyjski                                   |
| Capra sibirica         | C. ibex sibirica              | koziorożec syberyjski                  | od Afganistanu po góry Mongolii i Syberii            |
| Capra walie            |                               | koziorożec abisyński                   | Wyżyna Abisyńska                                     |

Badania materiałów kopalnych sugerują, że w plejstocenie wytworzyły się dwie linie ewolucyjne: jedna prowadząca do C. ibex i druga łącząca C. caucasica, C. cylindricornis i C. pyrenaica. Badania chromosomu Y wskazują na bliskie pokrewieństwo kozy bezoarowej z kozą domową i  kozą śruborogą, które tworzą klad. Pozostałe gatunki Capra tworzą drugi klad.

## C. aegagrus i C. hircus

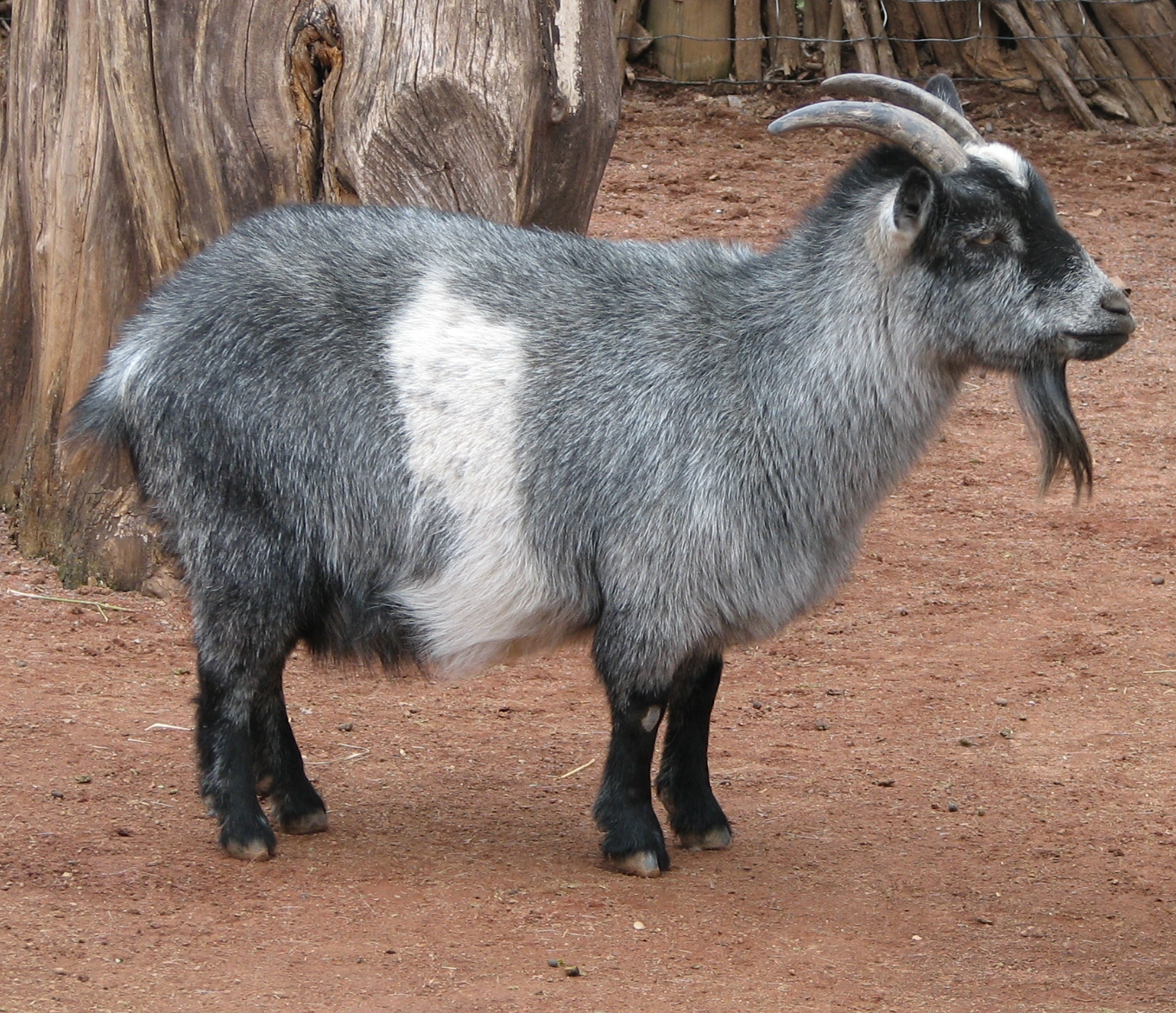
Koza domowa rasy Nigerian Dwarf

Koza domowa została opisana przez Linneusza w 1758 jako Capra hircus, natomiast  koza dzika – przez Erxlebena w 1777 jako Capra aegagrus. Badania wykazały, że koza domowa jest udomowioną formą kozy dzikiej i zgodnie z zasadami nomenklatury zoologicznej powinna być opisywana pod nazwą Capra aegagrus f. hircus. Ponieważ nazwa C. hircus została już powszechnie zaakceptowana Międzynarodowa Komisja Nomenklatury Zoologicznej dopuściła w 2003 (BZN Volume 60, Part 1, 31 March 2003 OPINION 2027, Case 3010) stosowanie nazwy Capra hircus dla kozy domowej. Obecnie w literaturze spotykane są obydwie nazwy C. hircus i C. aegagrus stosowane zamiennie zarówno dla kozy dzikiej jak i domowej.

## Mieszańce
Wszystkie gatunki Capra mogą się ze sobą krzyżować dając płodne potomstwo.